# Kees Beekmans
Kees Beekmans (1961) is een Nederlandse journalist, schrijver en onderwijzer.

## Leven en werk
Beekmans studeerde Nederlandse taal- en letterkunde aan de Universiteit van Amsterdam en werd journalist voor de Volkskrant. Rond 1995 wordt hij docent Nederlands op verschillende zwarte scholen in het voortgezet onderwijs. Verhalen die hij over deze scholen schreef, werden gepubliceerd in NRC Handelsblad, Trouw en Margriet. In het najaar van 2005 vertrok hij naar Marokko, waar hij als correspondent aan het werk ging voor de Volkskrant en De Groene Amsterdammer. 
In januari 2010 publiceerde hij zijn eerste roman Sirocco en in oktober het boek Tussen hoofddoek en string, waarin hij de modernisering van Marokko beschrijft, de gevolgen daarvan en de relatie daarvan met de islam.